# سوزان ایگن
سوزان فارل ایگِن (انگلیسی: Susan Egan؛ زادهٔ ۱۸ فوریهٔ ۱۹۷۰) بازیگر و خواننده اهل ایالات متحده آمریکا است.
از فیلم‌ها یا برنامه‌های تلویزیونی که وی در آن نقش داشته‌است، می‌توان به دیو و دلبر، رفتن از ۱۳ به ۳۰، و هرکول اشاره کرد.